# Prolimnocyon
Prolimnocyon es un género extinto  de la familia de los Hyaenodontidae, endémico de América del Norte que vivió desde el  Paleoceno hasta el Eoceno  hace entre 55,8 y 48,6 millones de años aproximadamente. Es el miembro más antiguo conocido de la subfamilia Limnocyoninae.